# Polia pedregalensis
Polia pedregalensis är en fjärilsart som beskrevs av Beutelspacher 1984. Polia pedregalensis ingår i släktet Polia och familjen nattflyn. Inga underarter finns listade i Catalogue of Life.